# Великі Кулиги
Великі Кулиги (рос. Большие Кулиги) — присілок в Невельському районі Псковської області Російської Федерації.
Населення становить 26 осіб. Входить до складу муніципального утворення Туричинська волость.

## Історія
Від 2015 року входить до складу муніципального утворення Туричинська волость.

## Населення
| 2001 | 2002 | 2010 |
| ---- | ---- | ---- |
| 18   | ↗27  | ↘26  |